# アナトーリイ・ドニェプロフ

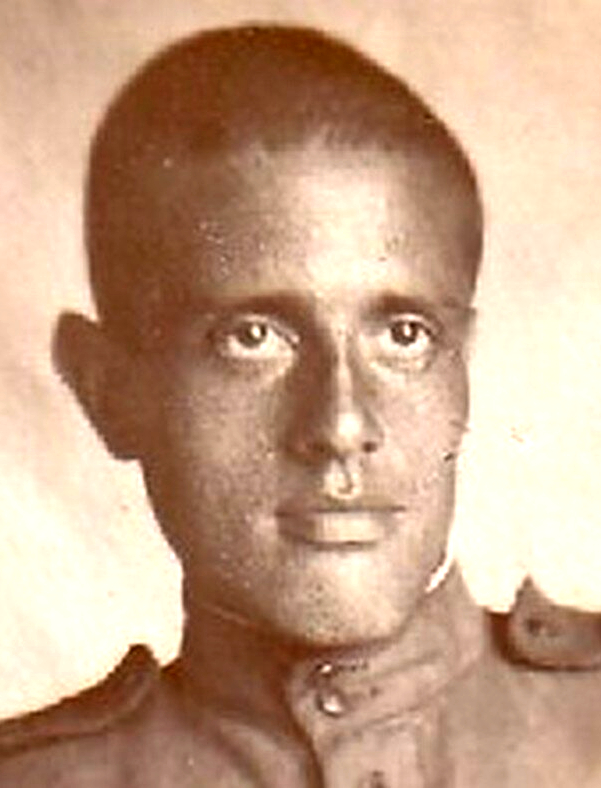
1940年代撮影

アナトーリイ・ドニェプロフ（ロシア語：Анато́лий Днепро́в；ラテン翻字例：Anatoliy Dnyeprov, 1919年11月17日 - 1975年）はソヴィエト連邦の軍人、最終階級は大佐、退役後はSF作家として活動する。

## 略歴
本名、アナートリイ・ペトローヴィチ・ミツケーヴィチ（Анато́лий Петро́вич Мицке́вич）。ウクライナのドニプロペトロウシクで生まれた。1941年にモスクワ大学の物理学部を卒業。第二次世界大戦早期に志願兵として軍に入隊した。1942年2月から1943年7月にかけてはスタヴロポリの基地で外国語を学んだ。1943年8月からGRUに勤め、1944年8月からはイタリア侵攻に従軍し負傷、1945年からはイギリス、占領下のドイツにスパイとして行動し、ドイツの降伏文書の際、ゲオルギー・ジューコフの英語通訳兼上級中尉として同行する。1956年6月に退役後は物理学者兼SF作家として活動する。1975年、モスクワで没。

## 作品と作風
第一作は1958年に発表された。作品はSFの中・短編が主体である。ドニェプロフは、科学上の仮説を基にしたアイディアものや、現役の科学者らしい問題意識（科学者の倫理・責任、科学の発展の社会的影響など）に基づくテーマの作品を得意とした。作風は時にユーモラスで、風刺的（反軍事的）な傾向を持った。ユーゴスラヴィア出身のSF批評家ダルコ・スーヴィン（Darko Suvin）は、彼を「エフレーモフ、ストルガツキーと共に現代ソ連SFの開拓者の一人である。」（より引用）と位置づけている。
"Уравнение Максвелла (1960)"（マックスウェル方程式）、"Формула бессмертия (1963)"（不死の公式）、"Пурпурная мумия (1965)"（赤紫のミイラ）、"Пророки (1971)"（預言者たち）など複数の個人短編集があるが、まとまった形での日本語訳はなされていない。アンソロジーや雑誌に収録された既訳作品としては、クローンを扱った「規格人間生産工場」、自己複製機械の暴走を通して科学者倫理を問う「蟹が島を行く」、モデル実験を通じて資本主義を否定する「私が消えた」など十数編がある。